# Signe de Rovsing
El signe de Rovsing, que rep el nom del cirurgià danès Niels Thorkild Rovsing (1862–1927). Si la palpació del quadrant inferior esquerre de l'abdomen d'una persona augmenta el dolor que se sent al quadrant inferior dret, es diu que el pacient té un signe de Rovsing positiu i pot tenir apendicitis. El fenomen va ser descrit per primera vegada pel cirurgià suec Emil Samuel Perman (1856-1945) escrivint a la revista Hygiea el 1904.
En l'apendicitis aguda, la palpació a la fossa ilíaca esquerra pot produir dolor a la fossa ilíaca dreta.

## Referència del dolor

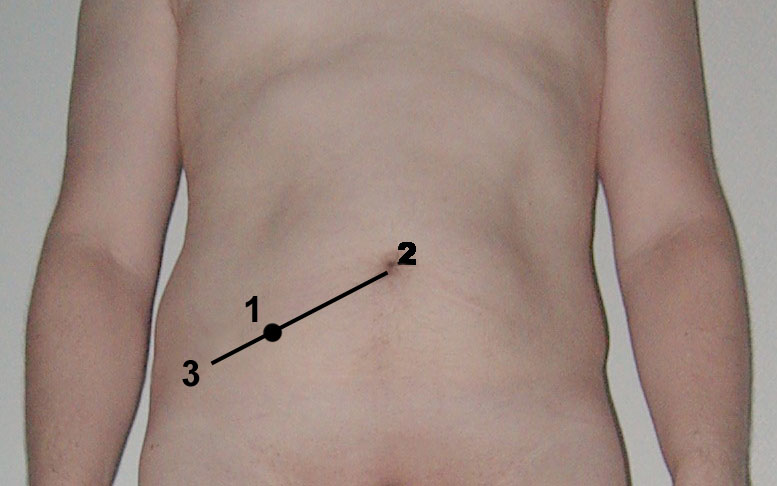
El punt de McBurney al número 1

Aquesta anomalia es produeix perquè els nervis del dolor profunds als intestins no es localitzen bé en un lloc exacte de la paret abdominal, a diferència dels nervis del dolor als músculs. El dolor d'una úlcera d'estómac o un càlcul biliar pot ser interpretat pel cervell com un dolor d'estómac, fetge, vesícula biliar, duodè o primera part de l'intestí prim. Sovint "referirà" el dolor a la part mitjana superior de l'abdomen, l'epigastri.
Com que l'apèndix és un tros d'intestí, segueix un patró de referència similar. Un apèndix amb una certa inflamació primerenca pot provocar una irritació inespecífica en algun lloc prop del llombrígol (melic). Si la inflamació es torna severa, en realitat pot irritar el revestiment intern de la cavitat abdominal anomenat peritoneu. Aquesta fina capa de teixit es troba profundament als músculs de la paret abdominal. Ara el dolor s'ha "localitzat". Si s'aplica pressió als músculs de la part inferior dreta de l'abdomen (o fossa ilíaca) prop d'un apèndix molt irritat, les fibres musculars d'aquesta zona s'estiraran i faran mal.

## Procediment
Explicació patològica: aquesta maniobra provoca sensibilitat a la part inferior dreta de l'abdomen, perquè el contingut de la part inferior de l'abdomen esquerre es desplaça amb l'aplicació de la pressió, irritant encara més el peritoneu inflamat.
El signe de Rovsing s'obté en empènyer l'abdomen lluny de l'apèndix al quadrant inferior esquerre. L'apèndix, en una gran majoria de persones, es troba al quadrant inferior dret. Tot i que aquesta maniobra estira tot el revestiment peritoneal, només provoca dolor en qualsevol lloc on el peritoneu estigui irritant el múscul. En el cas de l'apendicitis, el dolor se sent al quadrant inferior dret malgrat que es faci pressió en un altre lloc.
La majoria dels metges empenyen el quadrant inferior esquerre per veure on el pacient es queixa de dolor. Si se sent dolor al quadrant inferior dret, pot haver-hi un òrgan inflamat o un tros de teixit al quadrant inferior dret. L'apèndix és generalment el principal sospitós, tot i que altres patologies també poden donar un signe de Rovsing "positiu". Si la pressió del quadrant inferior esquerre per part de l'examinador només provoca dolor al costat esquerre o dolor tant al costat esquerre com al dret, llavors pot haver-hi alguna altra etiologia patològica. Això pot incloure causes relacionades amb la bufeta, l'úter, el còlon ascendent (dret), les trompes de Fal·lopi, els ovaris o altres estructures.
El signe epònim de Rovsing també s'utilitza en pacients amb ronyó de ferradura, que consisteix en dolor abdominal, nàusees i vòmits amb hiperextensió de la columna vertebral.
Tot i que la prova de Rovsing es realitza amb freqüència per sospita d'apendicitis, la seva sensibilitat i especificitat no s'han avaluat adequadament, i alguns la consideren una prova d'examen anticuada.